# Birao flygplats
Birao är en flygplats i Centralafrikanska republiken. Den ligger i den nordöstra delen av landet, 800 km nordost om huvudstaden Bangui. Birao ligger 463 meter över havet.
Terrängen runt Birao är platt. Trakten runt Birao är nära nog obefolkad, med mindre än två invånare per kvadratkilometer.. Närmaste större samhälle är Birao, 0,56 km öster om Birao.
Omgivningarna runt Birao är huvudsakligen savann.